# Witna
Witna – struga, prawy dopływ Maszówka o długości 15,45 km.
Płynie w gminie Witnica, m.in. przez Witnicę. Przepływa przez kilka małych jezior. Struga przez cały swój bieg nie otrzymuje żadnego dopływu (pomijając źródełka brzegowe przy jeziorze Wielkim). Płynie wąską doliną otoczoną rozległym bezodpływowym obszarem z licznymi kotlinkami, z których głębsze wypełnione są jeziorkami (Jelenie Oko, Gęsi, Dzikie). Na swoim biegu trzykrotnie spiętrzona. Dwukrotnie celem powiększenia naturalnych zbiorników: stawy powyżej na północ od Jezioro Wielkie, oraz tworząc sztuczny zbiornik Ustronie Leśne. Zasila też liczne stawy w Witnicy. Uchodzi do kanału Maszówek.
W całej zlewni powyżej Witnicy nie ma źródeł zanieczyszczeń (obszar leśny, brak jakichkolwiek siedzib ludzkich i przemysłu), co skutkuje wysoką klasą czystości potoku i zasilanych zbiorników (do Ustronia Leśnego Włącznie).